# Odruch Cushinga
Odruch Cushinga – fizjologiczna odpowiedź ośrodkowego układu nerwowego na wzrost ciśnienia wewnątrzczaszkowego, skutkująca tzw. triadą Cushinga (wzrost zarówno skurczowego, jak i rozkurczowego ciśnienia tętniczego, bradykardia i nieregularny oddech). Jest spowodowany podrażnieniem ośrodków współczulnych. Opisany szczegółowo przez amerykańskiego neurochirurga Harveya Cushinga w 1901 roku.

## Powiązane
- Triada Cushinga